# Guanahani

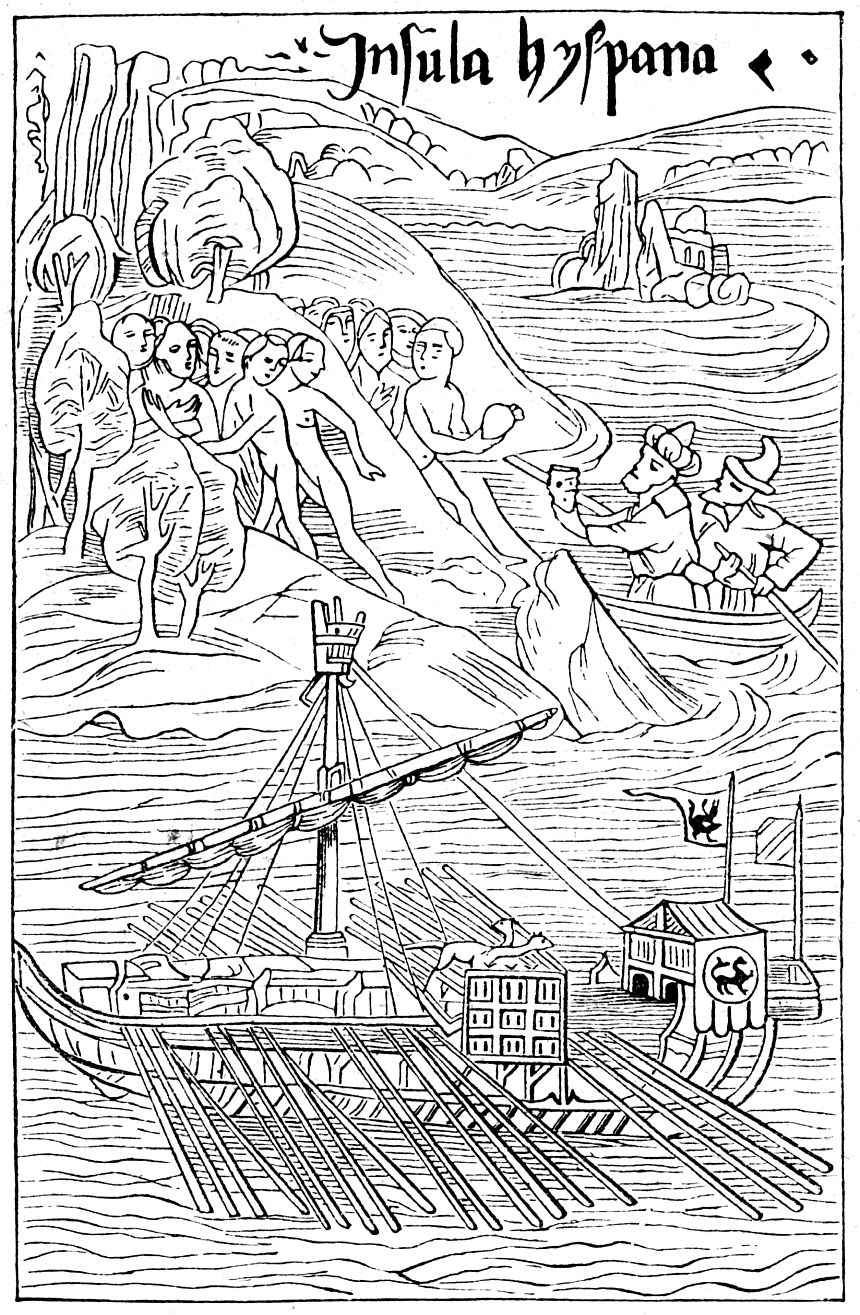
Columbus landstiger vid Guanahani.

Guanahani var namnet som invånarna använde för den ö som Columbus kallade San Salvador när han anlände till Amerika. Guanahani är en av öarna i Bahamas, men exakt vilken ö är omdiskuterat. 